# Diana Bianchedi
Diana Bianchedi (Milà, 4 de novembre de 1969) va ser una tiradora d'esgrima italiana, especialista en floret, que va competir a finals del segle XX i va prendre part en tres edicions dels Jocs Olímpics.
El 1992 va prendre part en els Jocs Olímpics de Barcelona, on guanyà la medalla d'or en la competició de floret per equips del programa d'esgrima, formant equip amb Francesca Bortolozzi, Giovanna Trillini, Dorina Vaccaroni i Margherita Zalaffi. Quatre anys més tard, als Jocs d'Atlanta, fou novena en la prova del floret individual. El 2000 a disputar els seus terces i darrers Jocs a Sydney. Va disputar dues proves del programa d'esgrima. En la competició de floret per equips guanyà la medalla d'or, formant equip amb Annamaria Giacometti, Giovanna Trillini i Valentina Vezzali. En la prova de floret individual fou sisena.
En el seu palmarès també destaquen 10 medalles al Campionat del món d'esgrima, cinc d'or, una de plata i quatre de bronze; i quatre al Campionat d'Europa d'esgrima, dues d'or, una de plata i una de bronze.
El 2000 va rebre l'Orde al Mèrit de la República Italiana.
En retirar-se fou escollida membre del Comite Olímpic Italià i és consultora de l'Agència Mundial Antidopatge.